# Tropico (film)
Tropico – krótkometrażowy film wydany przez piosenkarkę Lane Del Rey. Światowa premiera odbyła się 4 grudnia 2013 roku w Cinerama Dome w Hollywood w Kalifornii. Premiera na Vevo miała miejsce dzień później. Film został wyreżyserowany przez Anthoniego Mandlera.

## Rozdziały
Film można podzielić na 3 rozdziały. Każdemu z nich jest podporządkowana jedna piosenka Lany, z jej albumu Paradise. 
1. Body Electric
W pierwszej części sceny rozgrywają się w biblijnym Raju. Możemy zobaczyć tam Adama (Shaun Ross), Eve (Lana Del Rey), Jezusa, Marlyn Monroe oraz Elvisa Presleya. Odnajdujemy tu nawiązanie do biblijnej historii o zjedzeniu przez Eve jabłka podanego jej przez węża. Jednak historia została zmieniona i niewiasta nie podała owocu Adamowi. Pierwsza część kończy się na śmierci Evy.
2. Gods & Monsters
W drugiej części Adam i Eva żyją w Los Angeles. Tym razem Eva jest striptizerką. Natomiast Adam pracuje jako sprzedawca w sklepie. Następnie Del Rey recytuje 'Howl' Allena Ginsberga. Następnie Eva znajduje się wśród mężczyzn, którzy chcąc zaskoczyć przyjaciela wnoszą mu na sale striptizerkę. Jednak nagle pojawia się Adam wraz ze swoim gangiem, zabierając im wszystkie pieniądze. I na tym kończy się część trzecia.
3. Bel Air
W części trzeciej główni bohaterowie jadą autem i jadą na wieś. Ukazuje dwójkę ludzi, którzy po wielu trudach odkupili swoje winy i są gotowi wstąpić do nieba. Przedstawieni są w pięknej słonecznej scenerii. Następnie znikają w chmurach.

## Obsada
- Lana Del Rey jako Ewa oraz Maria z Nazaretu
- Shaun Ross jako Adam
- Kevin Lee Right jako John Wayne
- Jodi Fleisher jako Marilyn Monroe
- Stan jako Jezus Chrystus